# Jonathan Demme
Robert Jonathan Demme (Baldwin, Nova Iorque, 22 de fevereiro de 1944 – Nova Iorque, 26 de abril de 2017) foi um cineasta, produtor e argumentista norte-americano.

## Biografia
Demme nasceu em 22 de fevereiro de 1944 em Baldwin, Nova Iorque, filho de Dorothy Louise (née Rogers) e Robert Eugene Demme, um executivo de relações públicas.
Demme venceu o Óscar de Melhor Realização por The Silence of the Lambs ("Silêncio dos Inocentes"), em 1991. O filme, uma das obras emblemáticas do Cinema da década de 1990, protagonizado por Jodie Foster e Anthony Hopkins, ganhou os cinco principais Óscares, algo inédito desde 1975. Antes, Demme havia dirigido Michelle Pfeiffer no original Married to the Mob ("Viúva… Mas Não Muito" (título português) / "De Caso Com a Máfia" (título brasileiro), 1988) e Jeff Daniels e Melanie Griffith em Something Wild ("Selvagem e Perigosa" (título português) / "Totalmente Selvagem" (título brasileiro), 1986).
Jonathan Demme também se envolveu com a música pop. Em 1984, dirigiu  "Stop Making Sense", filme de culto que protagonizava o grupo nova-iorquino Talking Heads tocando ao vivo num dos espectáculos da turné de promoção do disco Speaking in Tongues. No ano seguinte, dirigiria o vídeo promocional do single "The Perfect Kiss", da banda inglesa New Order. O vídeo fugia completamente do chamado "padrão MTV": em vez de mostrar o grupo dobrando a canção em playback, mostrava os elementos da banda a tocar ao vivo num estúdio, com planos quase sempre fechados nos rostos dos músicos (que não olhavam para as câmaras) e nas mãos deles tocando os instrumentos. Demme tornou-se um fã do pop-rock eletrônico dançante dos New Order e passou a usar músicas do grupo nas bandas sonoras de alguns dos seus filmes, como "Temptation" em "Selvagem e Perigosa" (título português) / "Totalmente Selvagem" (título brasileiro) e "Bizarre Love Triangle" em "Viúva… Mas Não Muito" (título português) / "De Caso Com a Máfia" (título brasileiro).
Uma das características que o diferenciam é o modo como as personagens olham diretamente para a câmara. Outra marca característica do realizador são os créditos finais dos seus filmes; em quatro deles (Something Wild, Married To The Mob, Silence Of The Lambs e Philadelphia) aparece a frase em português "A Luta Continua", juntamente com o símbolo do MFA (Movimento das Forças Armadas), em memória do 25 de Abril de 1974 em Portugal, também conhecido como a Revolução dos Cravos, data histórica que o marcou profundamente.
Jonathan fundou sua própria produtora de cinema, "Clínica Estético", com os produtores Edward Saxon e Peter Saraf. Ela esteve sediada em Nova Iorque durante quinze anos. Jonathan Demme é o tio do diretor Ted Demme, que morreu em 2002.

## Morte
Jonathan Demme teve três filhos. Morreu em Nova Iorque, em 26 de abril de 2017, devido a complicações relacionadas com um câncer de esôfago de que sofria há algum tempo.

## Filmografia
- Caged Heat (1974)
- Crazy Mama (1975)
- Fighting Mad (1976)
- Handle with Care (filme) (1977)
- Last Embrace (1979)
- Melvin and Howard (1980)
- Who Am I This Time? (1983)
- Swing Shift (1984)
- Stop Making Sense (1984)
- Something Wild (1986)
- Swimming to Cambodia (1987)
- Haiti: Dreams of Democracy (1987)
- Married to the Mob (1988)
- The Silence of the Lambs (1991)
- Cousin Bobby (1991)
- Philadelphia (1993)
- Beloved (1998)
- Storefront Hitchcock (1998)
- The Truth About Charlie (2002)
- The Agronomist (O Agrônomo, 2003)
- The Manchurian Candidate (2004)
- Rachel Getting Married (2008)
- A Master Builder (2013)
- Ricki and the Flash (2015)

## Prêmios e nomeações
- Ganhou o Óscar de Melhor Realizador, por "The Silence of the Lambs" (1991).
- Recebeu uma nomeação ao Globo de Ouro de Melhor Realizador, por "The Silence of the Lambs" (1991).
- Recebeu uma nomeação ao BAFTA de Melhor Realizador, por "The Silence of the Lambs" (1991).
- Recebeu uma nomeação ao César de Melhor Filme Estrangeiro, por "The Silence of the Lambs" (1991).
- Recebeu uma nomeação ao Independent Spirit Awards de Melhor Realizador, por "Swimming to Cambodia" (1987).
- Ganhou o Urso de Prata de Melhor Realizador, no Festival de Berlim, por "The Silence of the Lambs" (1991).